# Ligne de Busseau-sur-Creuse à Ussel
La ligne de Busseau-sur-Creuse à Ussel est une ligne ferroviaire française à écartement standard et à voie unique, qui reliait la gare de Busseau-sur-Creuse et celle d'Ussel, en passant par Felletin. Aujourd'hui, seul le tronçon entre Busseau et Felletin est encore  ouvert au trafic voyageurs. Entre Felletin et La Courtine la ligne a été déposée.
Elle constitue la ligne 712 000 du réseau ferré national.

## Histoire

### Origine
La ligne de Busseau-sur-Creuse à Ussel est une infrastructure ferroviaire créée pour satisfaire des besoins locaux.

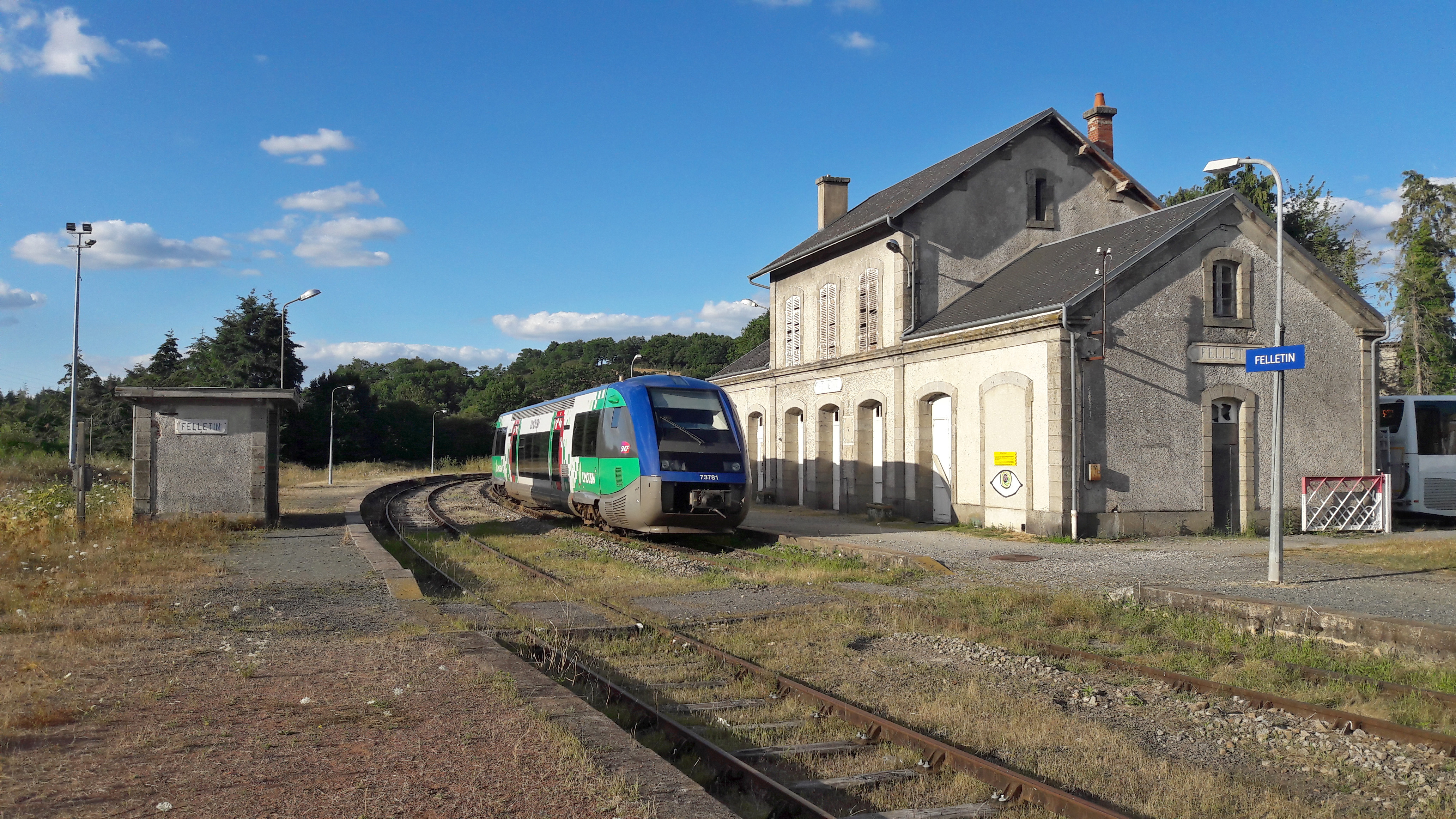
A TER en gare terminus de Felletin.

La section de Busseau-sur-Creuse à Ahun est déclarée d'utilité publique par décret impérial le 14 juin 1861.
La ligne « d'Aubusson à la ligne de Montluçon à Limoges » est concédée à titre définitif à la Compagnie du chemin de fer de Paris à Orléans par une convention signée le 11 juin 1863 entre le ministre des Travaux publics et la compagnie. Cette convention est approuvée par un décret impérial le 6 juillet 1863.
La section d'Aubusson à Felletin est déclarée d'utilité publique le 31 décembre 1875. Une loi du 31 juillet 1879 autorise le ministère des Travaux publics à entamer les travaux de construction de cette section.
La loi du 17 juillet 1879 (dite plan Freycinet) portant classement de 181 lignes de chemin de fer dans le réseau des chemins de fer d’intérêt général retient en no 102 une ligne de « Felletin à Bort, par Ussel ».
La section d'Aubusson à Felletin est cédée par l'État à la Compagnie du chemin de fer de Paris à Orléans (PO) par une convention signée entre le ministre des Travaux publics et la compagnie le 28 juin 1883. Cette convention est approuvée par une loi le 20 novembre suivant.
La Compagnie du chemin de fer de Paris à Orléans obtient par une convention signée avec le ministre des Travaux publics le 17 juin 1892 la concession à titre éventuel de la ligne de Felletin à Ussel. Cette convention a été entérinée par une loi le 20 mars 1893. Cette section est déclarée d'utilité publique par une loi le 26 décembre 1893 qui rend ainsi la concession définitive.

### Déclassement
La ligne a été déclassée entre Felletin et Ussel :
- de Felletin à La Courtine (PK 423,650 à 446,540), le 31 août 1989[12] ;
- section à La Courtine (PK 446,540 à 447,900), le 10 novembre 1989[13] ;
- de La Courtine à Ussel (PK 447,900 à 466,050), le 17 octobre 2001[14].

Le reste de la ligne sera fermé le 1er septembre 2025en raison d'un trafic quasi-inexistant

## Caractéristiques

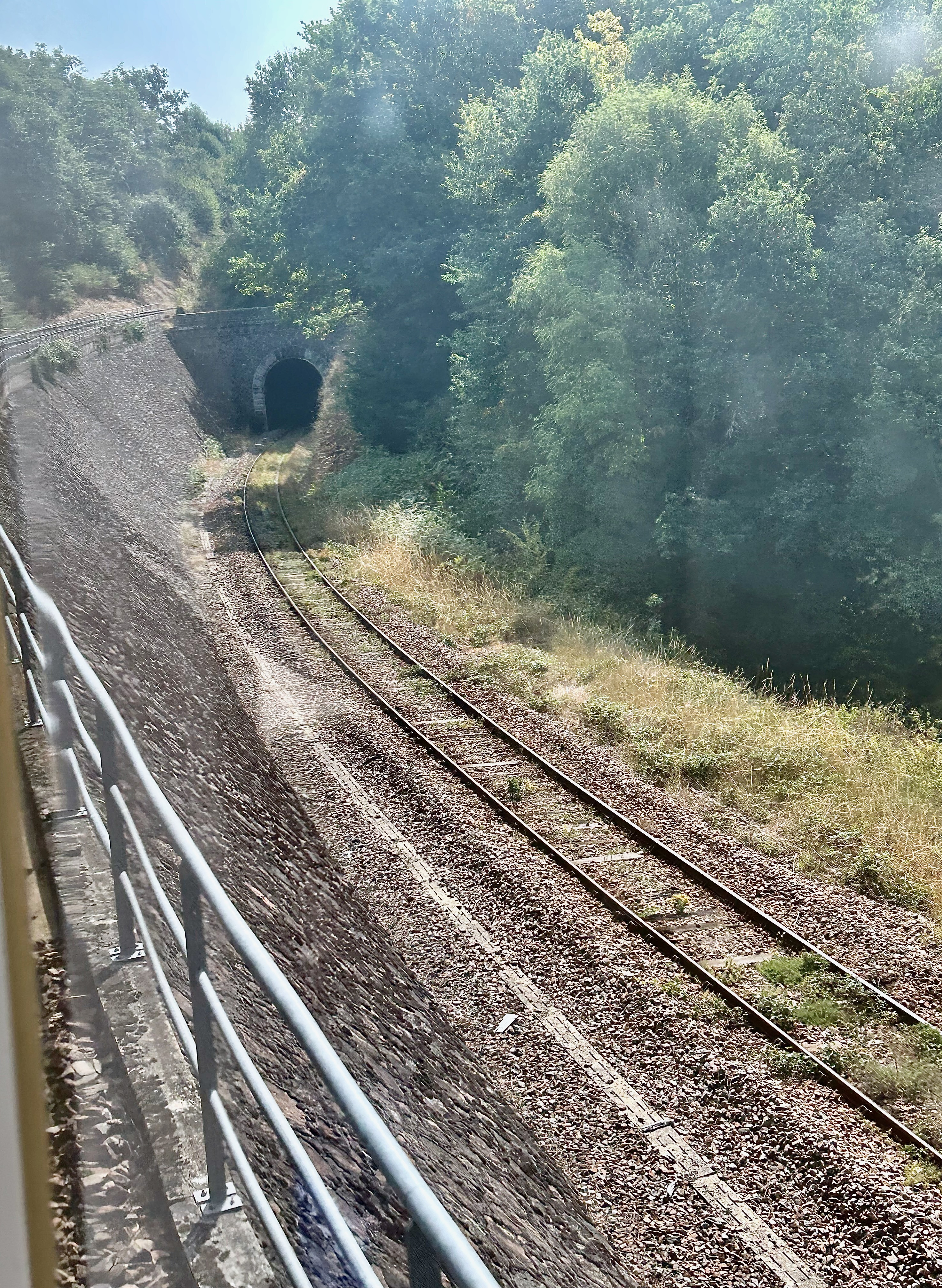
L'embranchement de la ligne, filant à droite, vu en août 2025 depuis un TER effectuant la liaison entre Limoges et Montluçon, près de la gare de Busseau-sur-Creuse.

## Exploitation
En 2023, le trafic de cette ligne (Busseau-sur-Creuse, Lavaveix-Aubusson et Felletin) est extrêmement faible, de l'ordre de douze voyageurs par jour (4 400 voyageurs annuels), 19 en 2024 (7 022 annuels).